# .kg
.kg là tên miền quốc gia cấp cao nhất (ccTLD) của Kyrgyzstan. Trong khi đăng ký bình thường ở cấp, thì có một số đăng ký tên miền cấp 2 chuyên biệt như gov.kg và mil.kg.

## Tên miền cấp 2
- .org.kg
- .net.kg
- .com.kg
- .edu.kg
- .gov.kg
- .mil.kg